# NGC 4614
NGC 4614 este o seyfert 1 galaxy⁠(d) situată în constelația Părul Berenicei. A fost descoperită în 9 mai 1864 de către Heinrich Louis d'Arrest. Se află la o distanță de 72,03 de megaparseci de Pământ.